# Clark Backo
Clark Backo (Montreal, Quebec, 5 de septiembre de 1993) es una actriz canadiense. Es más conocida por su papel recurrente como Rosie, el interés amoroso de Wayne, en la serie de televisión Letterkenny (2016-2023), y su papel protagonista como Emma en la serie de televisión de AppleTV+ The Changeling (2023).
También ha aparecido en las series de televisión Remedy, Shoot the Messenger, 21 Thunder, Designated Survivor Wynonna Earp, Supernatural y The Handmaid's Tale, y en la película Happy Place. Fue nominada al Premio ACTRA por Interpretación Sobresaliente (Femenina) en los premios ACTRA Toronto de 2021 por Happy Place.
En 2022, coprotagonizó el largometraje de Amazon I Want You Back, junto a Charlie Day, Jenny Slate, Gina Rodriguez, Scott Eastwood y Manny Jacinto.
Es hija del músico Njacko Backo. En una entrevista realizada en 2020, señaló: «Soy una narradora polifacética, inspirada originalmente por la persistente narración de historias de mi padre camerunés, tanto a través de su música como de los innumerables cuentos infantiles que crea y representa.

## Filmografía

### Cine
| Año  | Título                     | Rol                           | Notas |
| ---- | -------------------------- | ----------------------------- | ----- |
| 2016 | Sadie's Last Days on Earth | Brennan                       |       |
| 2018 | Seven in Heaven            | Nell                          |       |
| 2019 | Random Acts of Violence    | Todd's Mother                 |       |
| 2020 | Happy Place                | Samira                        |       |
| 2021 | Outsiders                  | Amira                         |       |
| 2022 | I Want You Back            | Ginny                         |       |
| 2024 | Venom: El Último Baile     | Dra. Sadie Christmas / Lasher |       |

### Televisión
| Año       | Título                    | Rol                         | Notas                       |
| --------- | ------------------------- | --------------------------- | --------------------------- |
| 2012      | Beauty & the Beast        | Decked Out Twenty-Something | 1 episode                   |
| 2015      | Remedy                    | Rhianna                     | 1 episode                   |
| 2015      | Hemlock Grove             | Lydia Lourdes               | 1 episode                   |
| 2016      | Shoot the Messenger       | Avril Trong                 | 3 episodes                  |
| 2016-2023 | Letterkenny               | Rosie                       | Recurring role, 34 episodes |
| 2017      | Wynonna Earp              | Shae                        | 2 episodes                  |
| 2017      | 21 Thunder                | Emma Lavigueur              | Main role, 8 episodes       |
| 2017      | The Girlfriend Experience | Guest                       | 1 episode                   |
| 2017      | Designated Survivor       | Ava                         | Recurring role, 8 episodes  |
| 2017-2018 | Supernatural              | Patience Turner             | 3 episodes                  |
| 2018      | The Handmaid's Tale       | Genevieve                   | 1 episode                   |
| 2019      | The Hot Zone              | Liz Gellis                  | 2 episodes                  |
| 2021      | Station Eleven            | Charlie                     | Miniseries, 1 episode       |
| 2022      | Mike                      | Monica Turner               | Miniseries, 1 episode       |
| 2023      | The Changeling            | Emma "Emmy" Valentine       | Main role, 7 episodes       |